# Gun × Sword
Gun × Sword (ガン×ソード?, Gan×Sōdo, l' "×" è silente, ma fa parte del titolo), conosciuto da alcuni fan come GXS, è una serie anime di 26 puntate diretta da Gorō Taniguchi e prodotta dall'AIC A.S.T.A, che è iniziata ad essere trasmessa negli schermi nipponici nel luglio del 2005. La serie ha avuto come character design Takahiro Kimura, le musiche sono di Kōtarō Nakagawa, oltre ad altri molteplici collaboratori.

## Trama
La storia segue il protagonista, Van, un cowboy che vive in un luogo con ambientazioni miste futuristiche e da farwest, alla ricerca della sua vendetta. Tempo addietro egli viveva felice con sua moglie ma lei venne uccisa da un uomo, un uomo con una mano artificiale, che Van chiama "mano d'artiglio". Nei suoi viaggi il ragazzo incontra altri personaggi tutti mossi da un desiderio di vendetta, trovandosi alla fine contro la squadra dell'assassino, dove tutti credono fermamente in lui e lo seguono in un suo oscuro piano. Le sfide presenti nell'anime vengono condotte su dei robot che seguono il comando dei piloti. I più importanti prendono il nome di un giorno della settimana.

## Diffusione
La serie ha avuto una prima edizione in lingua inglese curata da Sony con il titolo di Gun X Sword per poter essere distribuita in tutta la zona del sudest asiatico. In seguito la serie è stata distribuita nell'America del nord, in Australia e in Inghilterra grazie a Madman Entertainment. Attualmente è inedita in Italia.

## Personaggi

### Protagonisti
- Van, doppiatore giapponese Takanori Hoshino, in inglese David Vincent, un uomo alto, taciturno, sempre vestito con un cappotto scuro, ha una passione per le salse e cerca sempre di mettere sopra il cibo quante più sono possibili. Durante i suoi viaggi gli verranno affibbiati molti soprannomi. Il suo aspetto e il suo comportamento ricorda molto Vash the Stampede e Spike Spiegel, Vincent Volaju, l'antagonista del film d'animazione Cowboy Bebop - Il film e infine con Jubei in Ninja Scroll. Van è biologicamente immortale, poiché i suoi sistemi vitali sono legati alla sua Machine che si trova su un satellite in orbita intorno alla terra, e che chiama da usare nelle situazioni di pericolo.
- Wendy Garret, doppiatrice giapponese Hōko Kuwashima, doppiatrice inglese Stephanie Sheh, la prima compagna di viaggio di Van, e alla ricerca di suo fratello scomparso Michael, porta sempre con sé la pistola lasciatagli dal parente che ha un unico colpo in canna.
- Carmen 99, doppiatrice giapponese Kikuko Inoue, doppiatrice inglese Michelle Ruff, una misteriosa e affascinante donna, una mercenaria il cui vero nome si rivela essere Carol Mendosa. Il numero 99 si riferisce alla misura del seno (99 cm), ma anche al numero di accessori che porta sempre con sé.
- Ray Lundgren, doppiatore giapponese Takahiro Sakurai, in inglese Liam O'Brien, un ragazzo biondo che porta sempre con sé una spada che nasconde un mitra. Sua moglie è stata uccisa dall'uomo con l'artiglio e cerca la vendetta a modo suo. Al contrario di Van non si fa scrupoli per raggiungere il suo obiettivo, come il protagonista anche lui è astemio.

### Antagonisti
- L'uomo con l'artiglio, il suo nome non verrà mai rivelato nel corso della serie, malvagio senza alcuna coscienza o morale, ha ucciso entrambe le mogli di Van e Ray, ma il motivo non viene mai scoperto.
- Michael Garret, fratello di Wendy, si unisce al gruppo per via del carisma del leader non riesce ad opporsi anche per via di un altro componente del gruppo, una donna affascinante e lussuriosa che lo seduce.
- Fasalina, una donna perversa, una componente degli originali sette, che guidano i robot più potenti della serie, durante le battaglie prova eccitazione.

### Altri
- Joshua Lundgren, doppiatore giapponese Junko Noda, in inglese Yuri Lowenthal, fratello minore di Ray. Pacifista e contrario ad ogni forma di violenza alla fine viene catturato dall'uomo con l'artiglio.
- Pricilla, doppiatrice giapponese Saeko Chiba, doppiatrice inglese Carrie Savage, una ragazza che si unisce al gruppo ma non vi partecipa attivamente, la si incontra in una specie di torneo di robot.
- Gli "El Dorado Five", i cinque dell'Eldorado sono un gruppo di anziani signori che in gioventù erano famosi e guidavano un grande robot. Il loro ruolo è sdrammatizzare le scene più cruente.

## Episodi
La serie è stata prodotta in 26 episodi, tuttora inediti in Italia.
| Nº | Titolo italiano Giapponese 「Kanji」 - Rōmaji                                                  | In onda           | In onda |
| Nº | Titolo italiano Giapponese 「Kanji」 - Rōmaji                                                  | Giapponese        |         |
| 1  | Tuxedo Dances in the Wind 「タキシードは風に舞う」 - takishiido wa kaze ni mau                 | 4 luglio 2005     |         |
| 2  | Funny Stream 「ファニーストリーム」 - faniisutoriimu                                           | 11 luglio 2005    |         |
| 3  | The Hero Returns 「勇者は再び」 - yūsha wa futatabi                                            | 18 luglio 2005    |         |
| 4  | And Then, the Rain Falls 「そして、雨は降りゆく」 - soshite, ame wa ori yuku                   | 25 luglio 2005    |         |
| 5  | Twins Guard 「ツインズ・ガード」 - tsuinzu.gaado                                               | 1º agosto 2005    |         |
| 6  | The Spark in the Heart 「ハートに火をつけて」 - haato ni hi o tsuke te                         | 8 agosto 2005     |         |
| 7  | Getting Revenge for Myself 「復讐するは我にあり」 - fukushū suru wa waga ni ari                | 15 agosto 2005    |         |
| 8  | There is a Use for That Bond 「その絆に用がある」 - sono kizuna ni yoo ga aru                  | 22 agosto 2005    |         |
| 9  | Carmen Returns to Her Hometown 「カルメン故郷に帰る」 - karumen kokyoo ni kaeru                | 29 agosto 2005    |         |
| 10 | Ocean, Thank You 「海よ サンキュー」 - umi yo sankyū                                           | 5 settembre 2005  |         |
| 11 | Does It Have To Be Goodbye? 「さよならのありか」 - sayonara no ari ka                          | 12 settembre 2005 |         |
| 12 | Days That Don't Return 「帰らざる日々…」 - kaera zaru hibi?                                    | 19 settembre 2005 |         |
| 13 | On the Way Through the Dream 「夢の途中」 - yume no tochū                                      | 26 settembre 2005 |         |
| 14 | Swift Brownie 「スウィフト・ブラウニー」 - suwifuto.buraunii                                   | 3 ottobre 2005    |         |
| 15 | Neo Original 「ネオ・オリジナル」 - neo. orijinaru                                             | 10 ottobre 2005   |         |
| 16 | A Shine is an Electric Current Spark 「輝くは電流火花」 - kagayaku wa denryū hibana            | 17 ottobre 2005   |         |
| 17 | Chase Coordinate X 「座標Ｘを追え」 - zahyoo X o oe                                            | 24 ottobre 2005   |         |
| 18 | To Pray is Saudade 「祈るはサウダーデ」 - inoru wa saudaade                                    | 31 ottobre 2005   |         |
| 19 | The End of Hope 「素懐の果て」 - sokai no hate                                                 | 7 novembre 2005   |         |
| 20 | Wonderful Universe 「ワンダフル・ユニバース」 - wandafuru. yunibaasu                           | 14 novembre 2005  |         |
| 21 | Wish in the Sky Peace on Earth 「空に願いを 地には平和を」 - sora ni negai o chi ni wa heiwa o | 21 novembre 2005  |         |
| 22 | Adios Amigo 「誰がために」 - dare ga tame ni                                                   | 28 novembre 2005  |         |
| 23 | Everyone's Song 「みんなのうた」 - minna no uta                                                | 5 dicembre 2005   |         |
| 24 | End of the Dream 「夢の終わり」 - yume no owari                                                | 12 dicembre 2005  |         |
| 25 | Endless Illusion 「バカがヨロイでやってくる」 - baka ga yoroi de yattekuru                     | 19 dicembre 2005  |         |
| 26 | Tuxedo Man Dancing Tomorrow 「タキシードは明日に舞う」 - takishiido wa ashita ni mau           | 26 dicembre 2005  |         |